# Rutilio Escandón
Rutilio Cruz Escandón Cadenas (Venustiano Carranza, 3 maggio 1958) è un politico e avvocato messicano, governatore del Chiapas dal 2018 al 2024.

## Biografia
Nato il 3 maggio 1958 a Venustiano Carranza, nel Chiapas, da madre Rosa Cadenas Zepeda e padre Lorenzo Escandón Ortega, studia e si laurea nel 1981 in giurisprudenza presso l'Università autonoma della Bassa California. Consegue un master sempre in giurisprudenza nel 1990 e un dottorato nel 1991 presso la stessa università.

### Carriera politica
Entra in politica nel 1997 nel Partito della Rivoluzione Democratica. Dopo aver ricoperto ruoli di minor rilevanza, tutti a livello locale, si candida nel 2000 come senatore in rappresentanza del Chiapas nella cinquantottesima legislatura del parlamento. Vince le elezioni, entrando al Senato dal 1º settembre 2000. Avendo vinto anche le elezioni successive, rimane in carica fino al 31 agosto 2006.
Nello stesso anno è eletto deputato federale alla sessantesima legislatura dove resta fino al 31 agosto 2009.
Dopo alcuni anni esce dal PRD ed entra invece nel Morena. Nel gennaio 2018 si candida come governatore del Chiapas con la coalizione Juntos Haremos Historia, di cui fa anche parte il partito, alle elezioni del luglio successivo. Vince col 39,08% del totale dei voti e assume ufficialmente la carica l'8 dicembre 2018.
Il 7 dicembre 2024 cessa il suo incarico da governatore statale. Il 13 dicembre successivo viene nominato Console Generale del Messico a Miami dalla presidente Sheinbaum.